# Sajasan
Sajasan (ros. Саясан) – wieś w Rosji, w Czeczenii, w rejonie nożaj-jurtowskim. W 2010 liczyła 1145 mieszkańców.